# Comuna de Łasin
Łasin (polaco: Gmina Łasin) é uma gminy (comuna) na Polónia, na voivodia de Cujávia-Pomerânia e no condado de Grudziądzki. A sede do condado é a cidade de Łasin.
De acordo com os censos de 2004, a comuna tem 8351 habitantes, com uma densidade 61,1 hab/km².

## Área
Estende-se por uma área de 136,58 km², incluindo:
- área agricola: 83%
- área florestal: 4%

## Demografia
Dados de 30 de Junho 2004:
|                      | Total   | Total | Mulheres | Mulheres | Homens  | Homens |
| -------------------- | ------- | ----- | -------- | -------- | ------- | ------ |
|                      | pessoas | %     | pessoas  | %        | pessoas | %      |
| População            | 8351    | 100   | 4236     | 50,7     | 4115    | 49,3   |
| Densidade (pop./km²) | 61,1    | 100   | 31       | 31       | 30,1    | 30,1   |

De acordo com dados de 2005, o rendimento médio per capita ascendia a 1758,66 zł.

## Subdivisões
- Goczałki, Huta-Strzelce, Jakubkowo, Jankowice, Kozłowo, Małe Szczepanki, Nogat, Nowe Błonowo, Nowe Mosty, Plesewo, Przesławice, Stare Błonowo, Szczepanki, Szonowo, Szynwałd, Wybudowanie Łasińskie, Wydrzno, Zawda, Zawdzka Wola.

## Comunas vizinhas
- Biskupiec, Gardeja, Gruta, Kisielice, Rogóźno, Świecie nad Osą